# 広島市道霞庚午線
広島市道霞庚午線（ひろしましどう かすみこうごせん）は、広島県広島市南区翠二丁目6番から広島県広島市西区庚午中四丁目1番へ至る道路（市道）である。
- 起点：広島市南区翠二丁目6番・翠3丁目3番交差点（広島市道中広宇品線交点）
- 終点：広島市西区庚午中四丁目1番・庚午三差路交差点（宮島街道（国道2号）交点）
- 総延長：5.4km（既開通区間）起点側は残り1.4kmで事業中。

## 重複区間
- 広島県道243号広島港線（広島市南区皆実町五丁目・皆実町交差点 - 広島市中区千田町三丁目・御幸橋西詰交差点）

## 沿革
この市道のうち、舟入南六丁目交差点から西の道路（および昭和大橋・庚午橋）は、戦前に観音地区・江波地区で三菱重工広島工場が操業を開始した関係から、西部の近郊住宅地から職員が通勤するルートとして早くから整備されていた。それより東側のルートの敷設も市の計画線が引かれていたものの、原爆からの復興による財政難、および計画線に入っていた南吉島・南千田・翠などの地区が原爆での被害が比較的軽微で焼け残り地域が多かったなどの事情から用地買収が難航し、街路の整備は戦後しばらくの間遅れることになった。
1980年代以降、これらの地区の再開発事業がようやく本格化し、まず舟入・吉島方面での整備が進んで吉島橋が架橋され、1990年代に入って東の起点である翠三丁目三番交差点から皆実町交差点、工業技術センター前交差点から南千田橋までのルートが敷設され開通した。

## 地理
- 広島電鉄宇品線
- ゆめタウン広島
- 御幸橋（京橋川）
- 修道中学校・高等学校
- 南千田橋（元安川）
- 吉島橋（旧太田川）
- 広島電鉄江波線
- 広島県立広島商業高等学校
- 昭和大橋/新昭和大橋（天満川）
- 庚午橋（太田川放水路）

## 通過する自治体
- 広島県
  - 広島市
    - 南区
    - 中区
    - 西区

## 交差する道路
- 広島市道中広宇品線（広島市南区翠二丁目・翠3丁目3番交差点〔起点〕）
- 国道487号・広島県道243号広島港線・広島市道松川宇品線（広島市南区皆実町五丁目・皆実町交差点）
- 広島県道243号広島港線・広島市道御幸橋三篠線（広島市中区千田町三丁目・御幸橋西詰交差点）
- 広島市道鷹野橋宇品線（広島市中区南千田西町・南千田橋東交差点）
- 広島市道中島吉島線（広島市中区吉島西一丁目・吉島西1丁目交差点）
- 広島市道横川江波線（広島市中区舟入南五丁目・舟入南6丁目交差点）
- 広島県道262号南観音観音線（広島市西区観音新町一丁目・広島西飛行場入口交差点）
- 宮島街道〔国道2号〕（広島市西区庚午中四丁目・庚午三差路交差点〔終点〕）